# Chiesa di Santa Maria della Croce (Montemesola)
La chiesa di Santa Maria della Croce si trova a Montemesola in piazza Mater Dei ed è la sede parrocchiale del paese.

## Storia
La chiesa parrocchiale è la più antica tra quelle attualmente esistenti nel paese. La testimonianza del barone Ludovico Carduci del 1578, consente di stabilire l’origine della chiesa nel XVI sec. come cappella privata della famiglia Carducci che, poi, aveva provveduto a fare innalzare un altare dedicato a Santa Maria della Croce da cui derivò la dedicazione. Di questo cappella poi non abbiamo altre notizie fino al XVIII secolo quando, per iniziativa del marchese Benedetto Saraceno, si provide alla costruzione della nuova chiesa terminata nel 1762, che inglobò la vecchia cappella destinata ad essere utilizzata come sacrestia ed antisacrestia.
La chiesa, che ha subito notevoli rimaneggiamenti, in origine presentava un'iconografia con andamento rettangolare e una navata. I lati minori erano disposti da nord a sud. La volta, in legno dipinto, aveva al centro una grande tela incorniciata rappresentante il popolo ebreo in atto di adorazione davanti al vitello d ’oro.  Alla chiesa si accedeva, oltre che dall'entrata principale, anche attraverso l’antisacrcstia e la sacrestia. La chiesa è affiancata da un campanile di cui la campana centrale reca incisa la data "1595".
Il 28 febbraio 1959 la chiesa, ormai inadeguata alle esigenze della popolazione e in molte parti fatiscente, venne chiusa al culto per i lavori di ampliamento e di restauro. Ad eccezione della facciata, del campanile e di parte delle mura laterali, tutto il resto è stato completamente restaurato. Sono state abbattute delle costruzioni laterali per far assumere alla pianta la forma di croce latina e una grande cupola copre il nuovo altare. Il crocifisso del 1797, restaurato, campeggia sulla parete dell’abside presbiteriale. Sono stati abbattuti i quattro altari laterali; il vecchio organo, il pulpito, le grandi tele murali sono state rimosse; è stato rifatto il pavimento con marmo pregiato; dai vani delle vecchie sepolture è stata ricavata una grande sala per le conferenze.
La chiesa è stata riaperta al culto il 25 settembre 1966.